# Iglesia Congregacional de Coral Gables
La Iglesia Congregacional de Coral Gables  es una iglesia histórica ubicada en Coral Gables, Florida. La Iglesia Congregacional de Coral Gables se encuentra inscrito  en el Registro Nacional de Lugares Históricos desde el 10 de octubre de 1978.  

## Ubicación
La Iglesia Congregacional de Coral Gables se encuentra dentro del condado de Miami-Dade en las coordenadas 25°44′33″N 80°16′44″O / 25.7425, -80.278889.